# کوودا (استان اشوی‌داشکسیه)
کوودا (به لهستانی: Kłoda) یک منطقهٔ مسکونی در لهستان است که در گمینا رتویانه واقع شده‌است. کوودا ۱۷۷٫۱ متر بالاتر از سطح دریا واقع شده‌است.